# Día del Espíritu
El Día del Espíritu un día anual de la conciencia LGBTI celebrado el tercer jueves de octubre en Canadá. Se inició en 2010 por la adolescente canadiense Brittany McMillan, quien promulgó una nueva conmemoración llamada Spirit Day, la primera celebración de los cuales tuvo lugar el 20 de octubre de 2010. Ese día la gente usa el color morado para mostrar su apoyo a la juventud LGBTI que son víctimas de acoso escolar.